# Beredskabsstyrelsen Center for Uddannelse
Beredskabsstyrelsen Center for Uddannelse; det tidligere Beredskabsstyrelsen Teknisk Skole i Tinglev, anvendes til beredskabsfaglige kurser for blandt andre chefer, ledere og medarbejdere fra redningsberedskabet, sundhedsberedskabet, politiet samt andre myndigheder og virksomheder med beredskabsopgaver. Kursusaktiviteterne gennemføres af underafdelingen Operativ Beredskabsuddannelse på Beredskabsstyrelsen Center for Uddannelse i hhv. Tinglev og på Beredskabsstyrelsens Kursuscenter i Snekkersten. Enkelte kursusaktiviteter gennemføres på eksterne kursussteder indenfor forsvarsministeriets koncern, eller på kursussteder hvor Beredskabsstyrelsen lejer sig ind.
Beredskabsstyrelsen Center for Uddannelse varetager, foruden kursusdelen, ligeledes styrelsens myndighedsopgaver på uddannelsesområdet herunder sagsbehandling, uddannelsesbestemmelser, uddannelsesplaner og sikkerhedsspørgsmål vedrørende uddannelse og øvelser. Beredskabsstyrelsen Center for Uddannelse forestår også tværgående og tværfagligt samarbejde, uddannelsesfaglig konsulentvirksomhed og projektaktiviteter samt udvikling af uddannelsesmidler, lærebøger med mere. Endvidere udfører kontoret en række administrative opgaver og servicefunktioner herunder central booking og kursusadministration samt rådgivning og vejledning i uddannelsesmæssige spørgsmål.

## Funktion
Beredskabsstyrelsen Center for Uddannelse (BRSCU) er en central spiller i uddannelsen af ledere, mellemledere og specialister til det samlede danske beredskab.
Derved bidrager skolen en effektiv krisestyring i dagligdagen, og sikrer at der gennemføres uddannelser efter de seneste metoder og pædagogiske principper.
Skolen uddanner hvert år ca. 1.300 kursister og står i øvrigt til rådighed med beredskabsfaglig viden, erfaring og rådgivning overfor kommuner, politi og andre aktører inden for beredskabsområdet. Uddannelsesporteføljen falder indenfor det kommunale og statslige redningsberedskab, politiet, sundhedsberedskabet og andre myndigheder.
For at styrkes den enkelte kursusdeltagers læring, benyttes der i uddannelserne en række pædagogiske metoder herunder blended learning. Blended learning eller "hybrid learning" repræsenterer en læringsmodel, der kombinerer både formelle (traditionel klasseundervisning) og ikke-formelle (fjernundervisning) metoder. Udover teoriundervisning, praktiske opgaver og øvelser gennemfører skolens endvidere træning der integrerer teknologi for at booste læring og opnå større undervisningseffekt ved at benytte virtuelle læringssystemer.

## Udvikling
Beredskabsstyrelsen Center for Uddannelse indgår aktivt i udviklingen af nye indsatstaktikker, pædagogiske metoder og af nyt materiel. Skolens ansatte deltager med ekspertviden i forskellige udviklingsfora og skolens trænings- og øvelsesfaciliteter benyttes til forsøg med nyt materiel.
Skolens medarbejdere deltager i såvel den løbende udvikling af redningsberedskabets indsatstaktik, -teknik, føring og sikkerhed samt på materiel- og køretøjsudviklingssiden inden for redningsberedskabet. Skolens øvelsesfaciliteter benyttes i den forbindelse til tests af såvel specialmateriel som indsatspåklædning med videre.
En række af skolens medarbejdere deltager i internationale civilbeskyttelsesfora, og indgår i øvelsesplanlægning og -afvikling i forbindelse med internationale øvelser.
Skolens trænings- og øvelsesfaciliteter benyttes til store og komplekse internationale øvelser.

## Historie
Det statslige redningsberedskabs aktiviteter i Tinglev påbegyndtes i 1950, hvor bygningerne rummede et detachement fra Sydjyske CF-kolonne i Haderslev frem til 1956.
I 1956 oprettedes Civilforsvarets Tekniske Skole. I 1980 indgik Civilforsvarsstyrelsen en aftale med Statens Brandinspektion om varetagelse af visse uddannelsesopgaver for Statens Brandskole. I 1993 skiftede skolen navn til Beredskabsstyrelsen Teknisk Skole, hvilket gentog sig igen 1. januar 2022. Det nye navn er Beredskabsstyrelsen Center for Uddannelse. Navneændringen skete samtidigt med overdragelsen af myndighedsopgaver fra Strategisk Uddannelse og pædagogik, et fagkontor i Beredskabsstyrelsen.

## Bygningen
Hovedbygningen blev opført i 1906 og tjente indtil 1945 som tysk husholdnings- og folkehøjskole. I 1945 blev den overtaget af Rigspolitiet og fungerede som politikaserne til 1950. Fra 1950-56 var bygningerne kaserne for et detachement fra Sydjyske CF-kolonne i Haderslev, for i 1956 at indgå som en af statens centrale skoler for uddannelse af instruktører, mellemledere og ledere.

## Udstillingsvirksomhed
Når Beredskabsstyrelsen udstiller i ind- og udland, er standen oftest fremstillet på Beredskabsstyrelsen Center for Uddannelse. Udstillingens design udvikles i et tæt samarbejde med rekvirenten, ligesom Center for Uddannelse bistår med opsætningen af denne.

## Udlejning
Skolens undervisningsfaciliteter og øvelsesområde kan lejes af såvel nationale som internationale samarbejdspartnere.

## Øvelsesområdet
Der er tilknyttet et større øvelsesområde til skolen med den fiktive by Atleborg i centrum. I Atleborg simuleres næsten dagligt større uheld og ulykker og jævnligt også jordskælv. Byen bruges af Beredskabsstyrelsen til at træne og uddanne ledere i brand og redning og bruges også til at træne og uddanne nationale og internationale redningsfolk, indenfor USAR (Urban Search and Rescue).